# Panzergrenadier

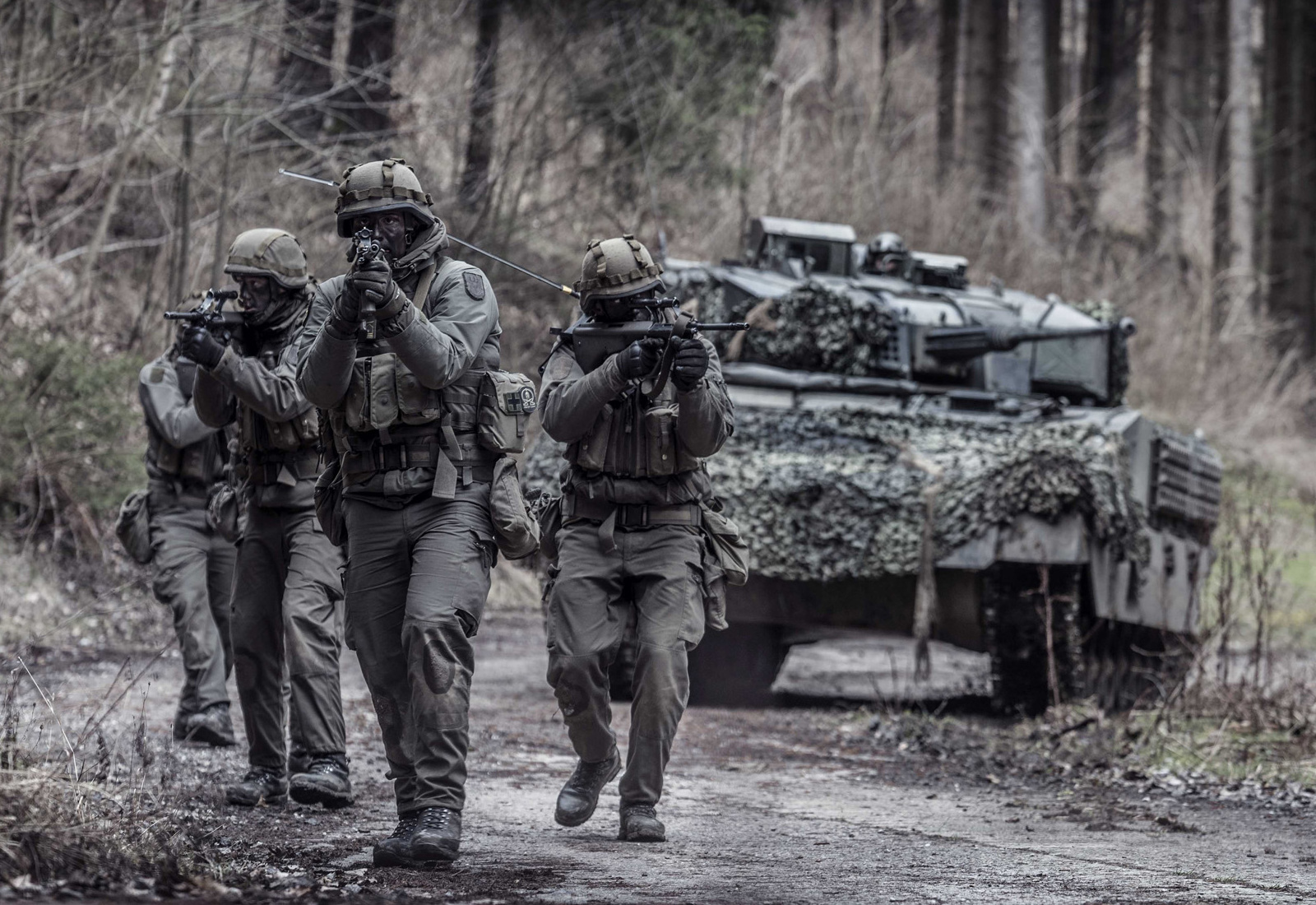
Panzergrenadiers autrichiens progressant devant leur blindé

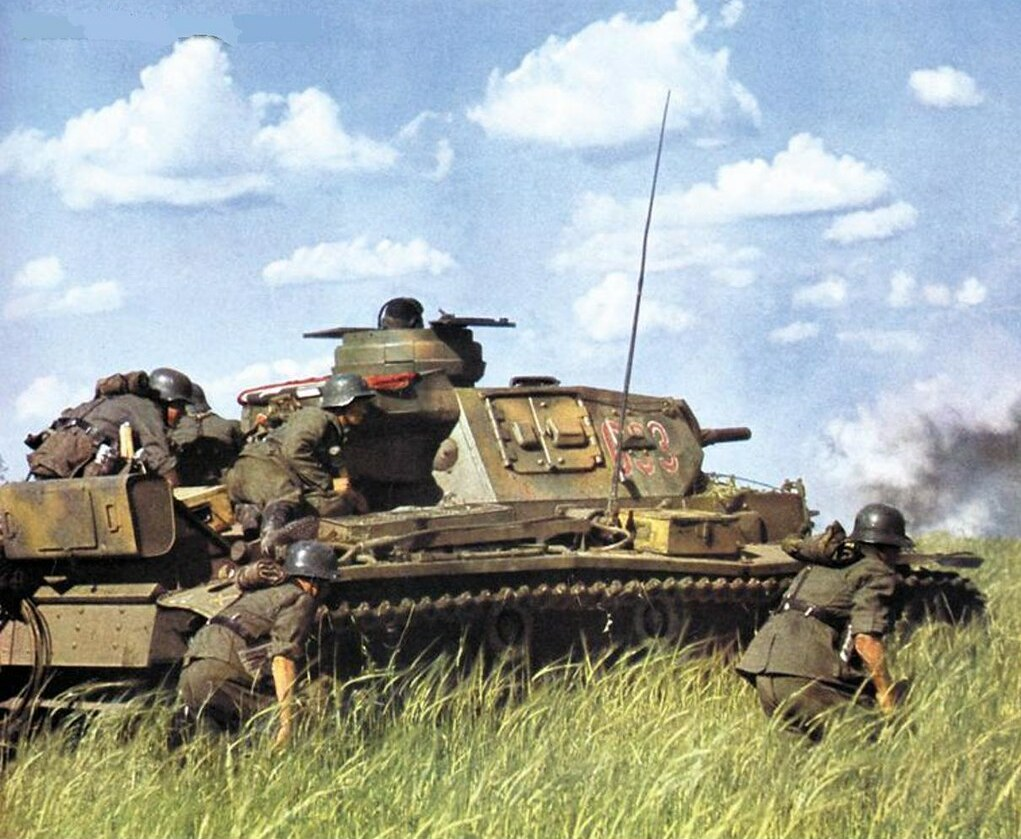
Image classique de char Panzer III accompagné par l'infanterie

Le terme Panzergrenadier  (au pluriel Panzergrenadiere) désigne, à partir de 1942, l'infanterie spéciale des divisions blindées (Panzerdivisionen) des forces armées allemandes (Heer, Waffen-SS, et Luftwaffe) chargée d'accompagner les chars de combat. Il est également employé à partir de 1943 pour désigner les anciennes divisions d'infanterie motorisée qui reçoivent un bataillon blindé et deviennent des divisions de Panzergrenadiers (Panzergrenadierdivisionen). La différence entre les deux types de division (Panzer et Panzergrenadier) s'amenuise au cours de la guerre et disparaît pratiquement en 1945.
Alors que les alliés ne déploient - au mieux - que des unités d'infanterie motorisée, l'Allemagne développe le concept d'infanterie mécanisée: dans les bataillons qui sont dotés de blindés semi-chenillés SPW, les Panzergrenadiers peuvent accompagner les chars sur presque tous les terrains et combattre à partir de leurs véhicules. Ces bataillons sont cependant peu nombreux et les Panzergrenadiers restent majoritairement équipés de camions pendant le conflit.
De nos jours, le terme est employé au sein de la Bundeswehr allemande mais aussi dans la Bundesheer autrichienne et l'Armée suisse, pour désigner l'infanterie mécanisée des bataillons de chars. Ils sont principalement équipés de véhicules de combat d'infanterie (VCI) qui sont plus lourdement armés et mieux protégés que les véhicules de transport de troupe qui équipent l'infanterie motorisée.

## Wehrmacht (1935-1945)

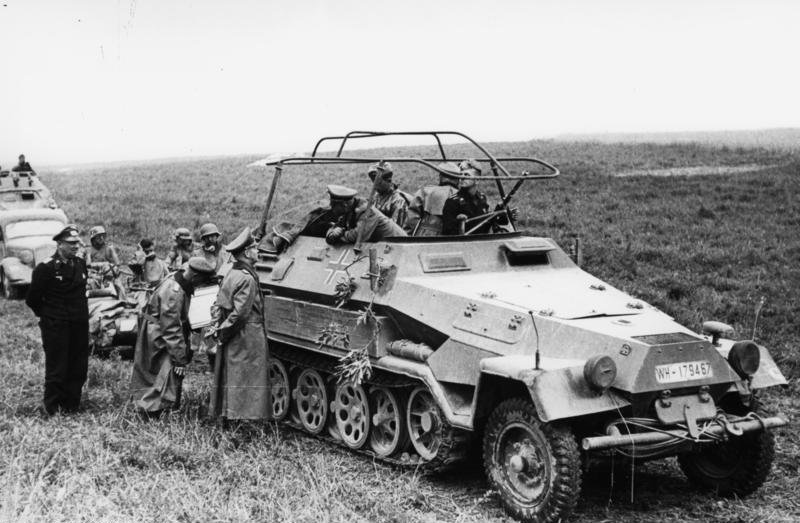
SdKfz 251/3 de la 8e Panzerdivision, France, 1940. Heinz Guderian converse avec le général Adolf Kuntzen.

### Les réflexions sur le rôle du char
Apparu pendant la Première Guerre mondiale le tank est le sujet de nombreuses études pendant l'entre-deux-guerres. Un débat oppose notamment les partisans du char d'infanterie, utilisé comme support de cette dernière et évoluant à sa vitesse, à ceux qui pensent que - pour employer une image - ce n'est pas le char qui doit accompagner l'infanterie mais le contraire. Dans cette optique, il faut créer, au sein même des formations blindées, des unités d'infanterie (mais aussi d'artillerie et de génie) capables de se déplacer avec les tanks sur tous les types de terrains, à la même vitesse qu'eux, et de combattre à leurs côtés, en étroite collaboration avec l'aviation. En Allemagne, cette idée est défendue par un groupe d'officiers dont le plus connu est le général Guderian. La doctrine qu'il élaborent donnera la victoire à l'Allemagne nazie au début du conflit suivant : c'est la Blitzkrieg (guerre éclair).
Le concept du char d'infanterie reste cependant très largement appliqué par tous les belligérants tout au long du conflit. Dans la Wehrmacht, ce rôle est principalement tenu par le canon d'assaut ou Sturmgeschütz,, plus facile à produire et moins coûteux.

### Les divisions rapides: Panzer et Infanterie motorisée

#### Les divisions Panzer et leur infanterie

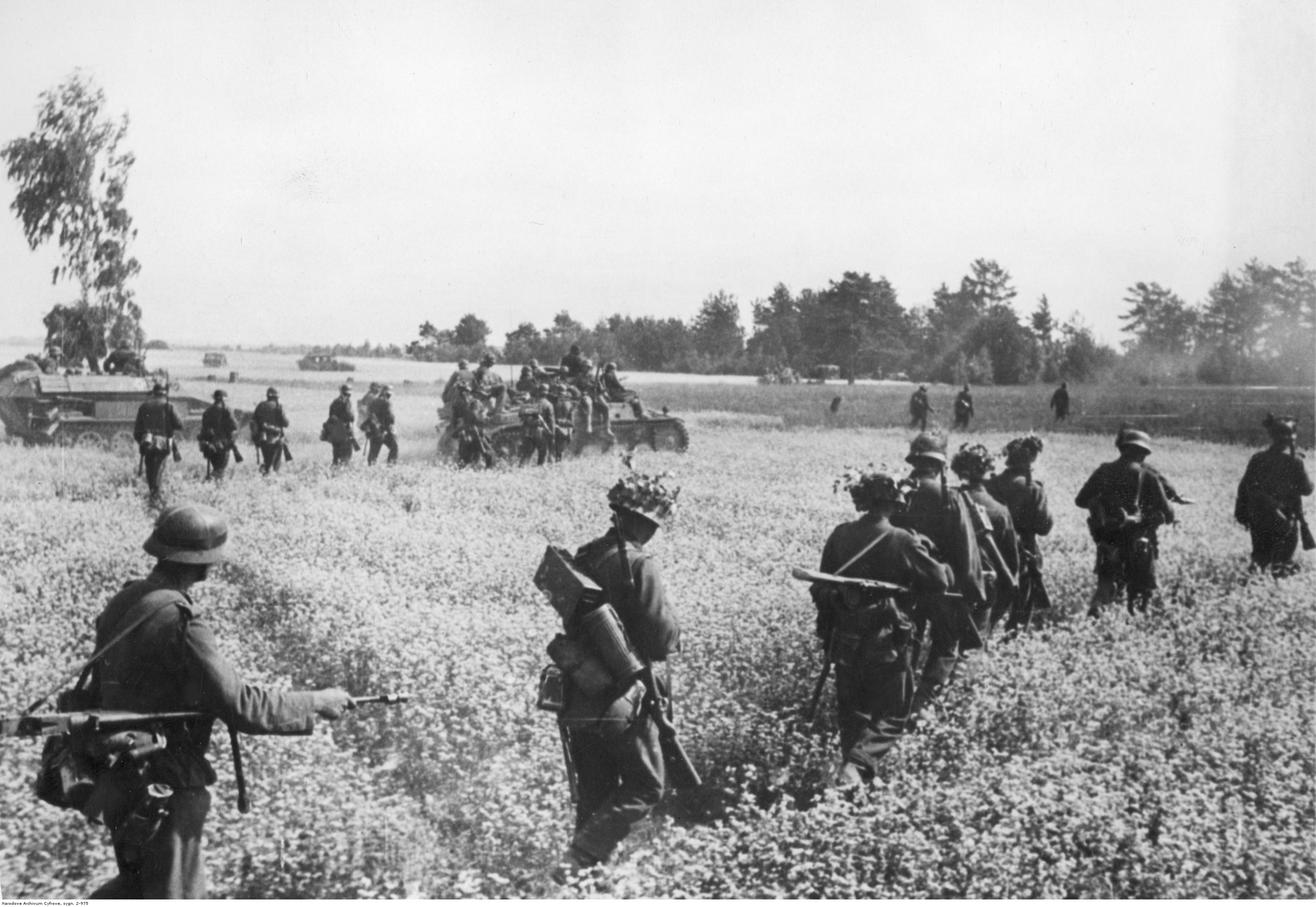
Chars, fantassins et véhicules blindés SPW d'une Panzerdivision progressant dans la campagne autour de Varsovie, août 1941.

Créées à partir d'octobre 1935, les Panzerdivisions (en abrégé, PzDiv) sont des formations interarmes - c'est-à-dire qui associent chars, infanterie, génie et artillerie. Leur format évolue tout au long de la guerre. Ainsi, lors des campagnes de 1939 et 1940, une division blindée compte généralement deux régiments de chars et un régiment d'infanterie.
À partir du milieu de l'année 1940, cette proportion va s'inverser. En effet dix nouvelles divisions blindées sont créées, ce qui permet de doubler leur nombre avant l'attaque de l'URSS. Mais comme le nombre total de chars ne change pas, la Panzerdivision type 1941 ne comprend désormais plus qu'un seul régiment blindé tout en gagnant un régiment d'infanterie supplémentaire,.
Dans les panzerdivisions, les fantassins sont appelés Schützen (en allemand, le mot Schütze décrit un tireur ou un simple soldat). Ils doivent pouvoir se déplacer à la même vitesse que les panzers afin de les protéger puis de préparer et d'accompagner leur engagement. Lors d'une offensive, leur mission est de "nettoyer" les poches de résistance que les chars ont contournées. Ils doivent également protéger ces derniers des petits groupes de fantassins qui essaient de se rapprocher en exploitant les angles morts pour les détruire avec des armes à courte portée (fusil antichar, grenades, charges creuses portables et autres cocktails Molotovs). Enfin dans certains cas, ils les précèdent - avec les démineurs - pour préparer le terrain ou pour détruire les armes antichars ennemies. Pour cela, ils sont dotés de camions, de motocyclettes et de véhicules semi-chenillés. À partir de 1939, ils commencent à recevoir leurs premiers semi-chenillés blindés : les SPW,.

#### Les divisions d'infanterie motorisée

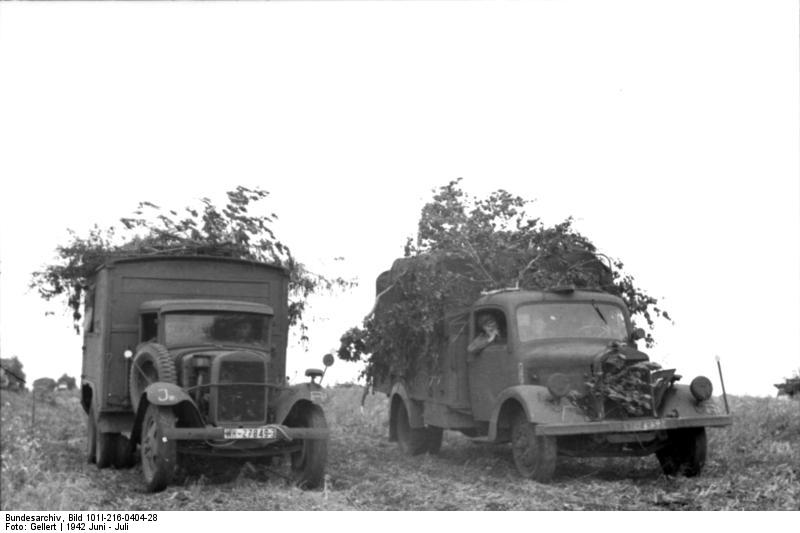
Camions allemand - la Wehrmacht n'a jamais réussi à créer un parc suffisant - et homogène - de camions.

La création en 1937 des quatre premières divisions d'infanterie motorisée allemandes (Infanterie Divisionen - motorisierte abrégé en Infanterie Divisionen (mot)) constitue une étape importante. Ce sont des divisions d'infanterie - donc sans chars - mais elles sont dotées de leurs propres véhicules et sont donc extrêmement mobiles. Leur principale mission est d'accompagner les divisions blindées en protégeant leurs flancs et leurs arrières lorsqu'elles percent le front ennemi. Treize autres divisions motorisées seront créées entre 1937 et 1943 mais, comme dans les autres armées de cette époque, la grande majorité des divisions d'infanterie allemandes ne disposent pas de leurs propres véhicules pendant le conflit,.
Au début du conflit, les divisions d'infanterie motorisée comprennent trois régiments d'infanterie. Ce nombre est réduit à deux après la campagne de Pologne pour faciliter leur emploi en les rendant moins massives.

#### LesSchnelle Truppen
Les divisions blindées et les divisions d'infanterie motorisée n'appartiennent pas à la même branche de l'armée de terre (Heer) mais elles sont connues collectivement sous l'appellation de Schnelle Truppen (littéralement forces - ou troupes - rapides). Dès 1938, Hitler donne au général Guderian la responsabilité du développement des tactiques de ces unités ainsi que de leur l'entraînement. L'Allemagne crée notamment des corps d'armée blindés (même s'ils ne portent pas encore ce nom) qui associent les deux types de division.Les forces rapides restent cependant confrontées pendant toute la durée de la guerre au manque de camions et à la multiplication du nombre de modèles en service. La division Panzer Lehr constitue un exemple extrême car elle possède 96 modèles différents de camions au début 1944 dont 58 % produits hors du Reich !.

### Les Panzergrenadiers dans les divisions blindées

#### Du Schütze au Panzergrenadier
En 1942, Hitler décide que tous les fantassins allemands seront dorénavant appelés grenadiers, en hommage à l'armée du roi prussien Frédéric II. En conséquence, les Schützen des régiments d'infanterie des divisions Panzer sont renommés Panzergrenadiers en juillet 1942,.
Dans les divisions d'infanterie motorisée, les régiments d'infanterie (Infanterie Regimenter (mot.)) sont simplement renommés régiments de grenadiers motorisés (Grenadier Regimenter (Mot.)), nom qu'ils conserveront jusqu'à la fin de 1944.

#### DesSchnelle TruppenauxPanzer Truppen
En mars 1943, Hitler rappelle le général Guderian, qui avait été relevé de son commandement à la suite de l'échec de l'offensive sur Moscou en décembre 1941 et lui confie le poste d'Inspecteur général de l'arme blindée (Panzerwaffe). À ce poste, il en supervise l'organisation et il tente d'en rationaliser la production et l'emploi,. À partir du mois d'avril, le terme Schnelle Truppen est remplacé par celui de Panzer Truppen,.
Ces formations, qui avaient joué un rôle essentiel dans la Blitzkrieg, conservent une importance majeure pendant toute la deuxième partie de la guerre comme réserves mobiles déplacées tout au long des fronts lorsqu'une crise surgit. Les divisions blindées de la Waffen SS, comme la division Großdeutschland de l'armée sont d'ailleurs rapidement surnommées les "pompiers du IIIe Reich",.

#### Uniforme, armement, équipement et tactiques des Panzergrenadiers

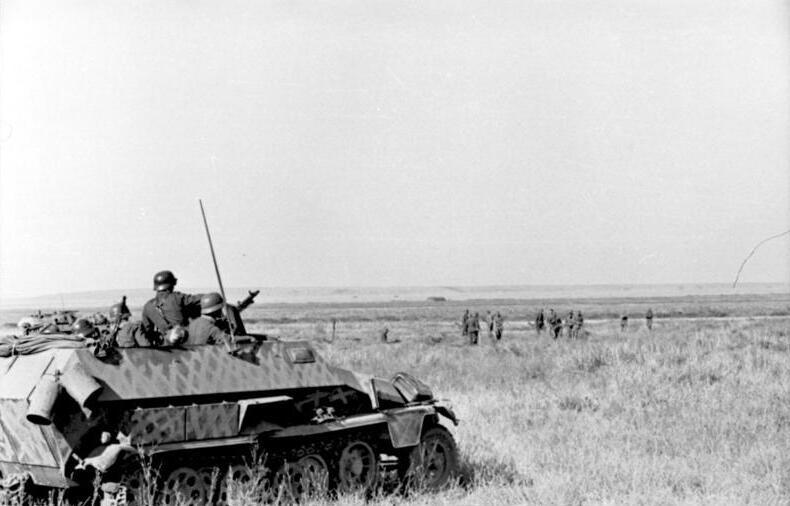
Véhicule semi-chenillé SdKfz 251 (SPW) utilisé par les Panzergrenadiers.

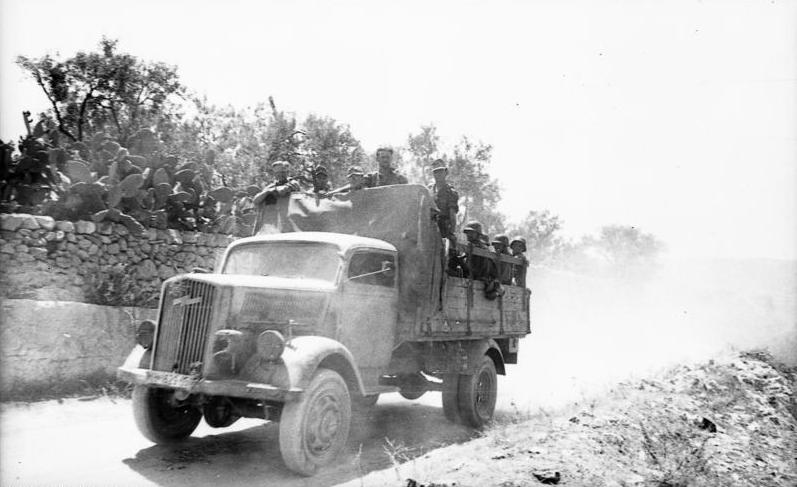
Le camion est le véhicule principal de l'infanterie motorisée puis des Panzergrenadiers. Ici un Opel Blitz

Dans la Wehrmacht, chaque Arme (infanterie, cavalerie, blindés, artillerie etc.) est identifiée par sa couleur (Waffenfarbe), qui apparaît notamment sur le passepoil des pattes d'épaule de ses uniformes. Pour les Panzergrenadiers c'est le "vert-prairie" (wiesengrün). Cependant, pour des raisons de tradition, certaines de leurs unités ont conservé le rose de l'arme blindée, le blanc de l'infanterie ou le jaune de la cavalerie jusqu'à la fin de la guerre.
Les Panzergrenadiers sont mieux dotés en armement que l'infanterie conventionnelle, avec notamment deux mitrailleuses MG34 ou MG42 pour chaque groupe, au lieu d'une seule dans le reste de l'infanterie,.
Ils sont également mieux dotés en équipements de communication, ce qui leur permet d'exploiter pleinement leur mobilité et leur rapidité - et de coordonner leur action avec les autres armes et avec l'aviation.

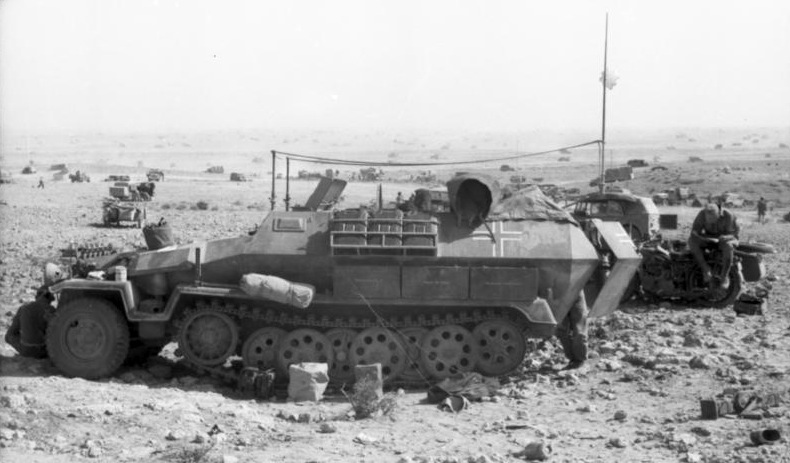
SPW (Sd.Kfz. 251) de commandement avec antennes radio

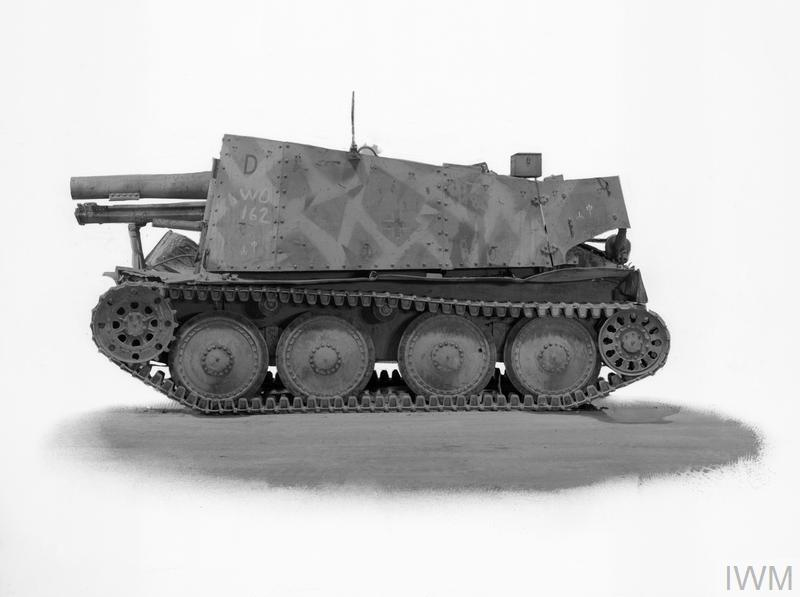
Canon d'infanterie automoteur Grille Ausf. H

Le moyen de transport principal des Panzergrenadiers est le camion, qui équipe la grande majorité des unités. En effet, alors que le terme de Panzergrenadier est généralement associé à l'image classique de soldats sautant de leur semi-chenillé SPW, ce véhicule, entré en service en 1939, n'équipe au début qu'une ou deux compagnies (sur quatre ou cinq) dans les rares bataillons qui en disposent. Par la suite, la Wehrmacht choisit de les concentrer dans des bataillons mécanisés (gepanzerte - littéralement cuirassés) mais, comme leur production est insuffisante, elle ne pourra généralement en équiper qu'un seul dans chaque Panzerdivision,. Les trois autres bataillons, dotés de camions, sont qualifiés de motorisierte (motorisés). Le pourcentage de bataillons mécanisés augmente légèrement pendant la guerre mais reste faible. Ainsi, en 1945, sur environ 220 bataillons de Panzergrenadiers, moins d'une quarantaine - soit moins de 20 % du total - sont dotés de SPW.
Les SPW peuvent accompagner les chars sur presque tous les terrains. Ils sont dotés d'un blindage léger (8 à 15 mm) et sont armés d'une mitrailleuses (les fantassins embarqués en mettent en œuvre deux de plus). Le Panzergrenadier reste le plus possible dans son véhicule pour profiter de sa mobilité et de sa protection. Cependant, il débarque pour combattre lorsque l'ennemi est proche. Le bataillon qui en est équipé dispose, en plus de ses véhicules de transport de troupe SdKfz 251/1, de nombreuses variantes spécialisées, équipée de canons, de mortiers, de lance-roquettes et de lance-flammes,, ce qui lui confère une puissance de feu considérable. Enfin, chacun des deux régiments de Panzergrenadier d'une division blindée possède également une compagnie dotée d'une demi-douzaine de canons d'infanterie automoteurs de 150 mm 15 cm sIG 33 (Sf), surnommés "Grille" (grillon - prononcé "grileu"). Ces pièces qui, comme leur nom l'indique, appartiennent aux régiments d'infanterie, complètent l'action des canons - automoteurs (Hummel ou Wespe) ou tractés - du régiment d'artillerie de la division.

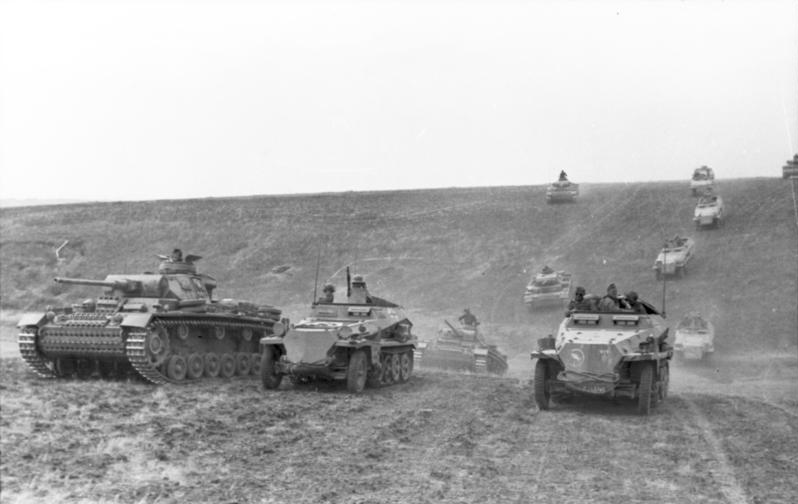
Panzer III et SPW d'un Panzergruppe en Russie

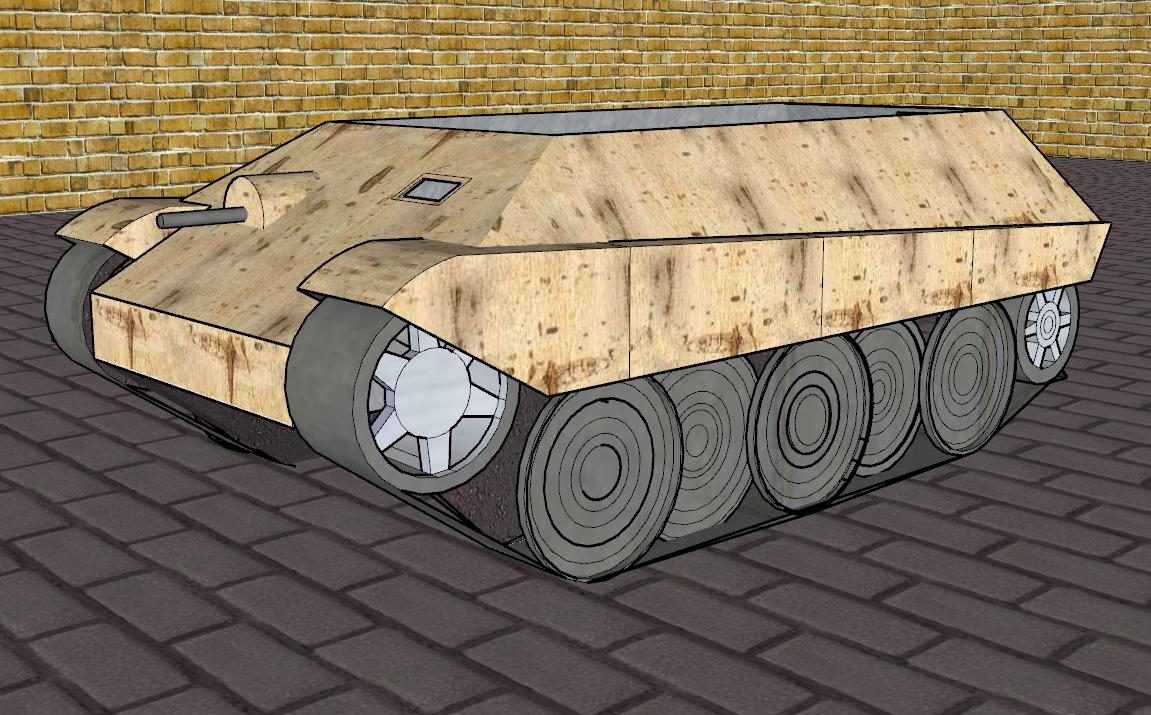
Vue d'artiste d'un prototype de Kätzchen Auto Union

L'essieu non-moteur à l'avant du SPW dégrade ses performances en tout-terrain et constitue de plus un point faible. Dès la fin de 1942, l'étude d'un véhicule entièrement chenillé est engagée. Elle débouche sur des contrats préliminaires attribués à Auto-Union et à Böhmisch-Mährische Maschinenfabrik (BMM) qui livrent des prototypes en 1943 sous le nom de code de Kätzchen (chaton). Des essais seront conduits au début de 1944 mais ne déboucheront pas sur une production de série,.
Au combat, la division blindée constitue généralement un Kampfgruppe blindé - appelé parfois Panzergruppe regroupant chars (ou canons d'assaut), semi-chenillés SPW et canons automoteurs. C'est une structure semi-permanente qui forme le fer de lance de la division lors d'une offensive ou une contre-offensive. Quant aux Panzergrenadiers des bataillons dotés de camions, ils débarquent à bonne distance de la ligne de feu et, s'ils montent parfois sur les blindés pour ne pas être distancés lors des déplacements, ils sont alors exposés et donc vulnérables. Au début de la guerre, certaines divisions interdisent d'ailleurs expressément cette pratique parce qu'elle occasionne des pertes si l'infanterie débarque trop tard mais par la suite, le manque de véhicules - et d'essence - la rendra plus fréquente. Lors de l'assaut, dans la mesure du possible, ils progressent à pied derrière les blindés pour profiter de leur protection.
Le tableau ci-dessous compare une compagnie de Panzergrenadiers dans un bataillon mécanisé (sur SPW) et dans un bataillon motorisé (doté de camions) d'une Panzerdivision en 1943. Pour mémoire, en 1943 et 1944, un bataillon de Panzergrenadiers est composé de trois compagnies d'infanterie identiques à celle représentée dans le tableau et d'une compagnie "lourde" équipée d'armes d'appui supplémentaires (mitrailleuses lourdes, canons, mortiers etc.).
| Compagnie de Panzergrenadiers de l'armée de terre (Heer)                  | Compagnie de Panzergrenadiers de l'armée de terre (Heer) | Compagnie de Panzergrenadiers de l'armée de terre (Heer) | Compagnie de Panzergrenadiers de l'armée de terre (Heer) |
| ------------------------------------------------------------------------- | -------------------------------------------------------- | -------------------------------------------------------- | -------------------------------------------------------- |
| Comparaison entre compagnies motorisée (camion) et mécanisée (SPW) - 1943 |                                                          |                                                          |                                                          |
|                                                                           | Compagnie mot. 1943                                      | Compagnie méca. (SPW) 1943                               | Commentaires                                             |
| Véhicules                                                                 |                                                          |                                                          |                                                          |
| Kubelwagen                                                                | 13                                                       | 1                                                        | équivalent de la jeep                                    |
| moto 350 cm3                                                              | 3                                                        |                                                          |                                                          |
| moto 350 cm3 avec side car                                                | 2                                                        | 2                                                        |                                                          |
| Kettenkrad                                                                |                                                          | 4                                                        | moto-chenille                                            |
| camion 2 tonnes                                                           | 12                                                       |                                                          | transport de personnel                                   |
| camion 3 tonnes                                                           | 2                                                        |                                                          | logistique                                               |
| SdKfz 251/3 (radio)                                                       |                                                          | 1                                                        | commandement                                             |
| SdKfz 251/17 canon Flak 20 mm                                             |                                                          | 4                                                        | DCA                                                      |
| SdKfz 251/1 personnel                                                     |                                                          | 9                                                        | 3 véhicules par section                                  |
| SdKfz 251/10 canon 37 mm                                                  |                                                          | 1                                                        |                                                          |
| SdKfz 251/2 Mortier 80 mm                                                 |                                                          | 2                                                        |                                                          |
| SdKfz 251/9 canon 75 mm court                                             |                                                          | 2                                                        |                                                          |
| Total SdKfz 251                                                           |                                                          | 19                                                       |                                                          |
| Armement                                                                  |                                                          |                                                          |                                                          |
| Panzerschreck 88 mm                                                       | 13                                                       | 13                                                       | Lance-roquette antichar portable                         |
| Mortiers 80 mm                                                            | 2                                                        | 2                                                        |                                                          |
| mitrailleuses légères de groupe                                           | 18                                                       | 18                                                       | mitrailleuses des fantassins débarqués                   |
| mitrailleuses légères de véhicules                                        |                                                          | 17                                                       | mitrailleuses fixes sur les SPW                          |
| mitrailleuses lourdes (sMG)                                               | 4                                                        | 4                                                        | mitrailleuses lourdes                                    |
| Total mitrailleuses                                                       | 22                                                       | 39                                                       |                                                          |
| Personnel                                                                 |                                                          |                                                          |                                                          |
| Officiers                                                                 | 3                                                        | 3                                                        |                                                          |
| Sous-officiers                                                            | 44                                                       | 52                                                       |                                                          |
| Soldats                                                                   | 178                                                      | 165                                                      |                                                          |
| Effectif total                                                            | 225                                                      | 220                                                      |                                                          |

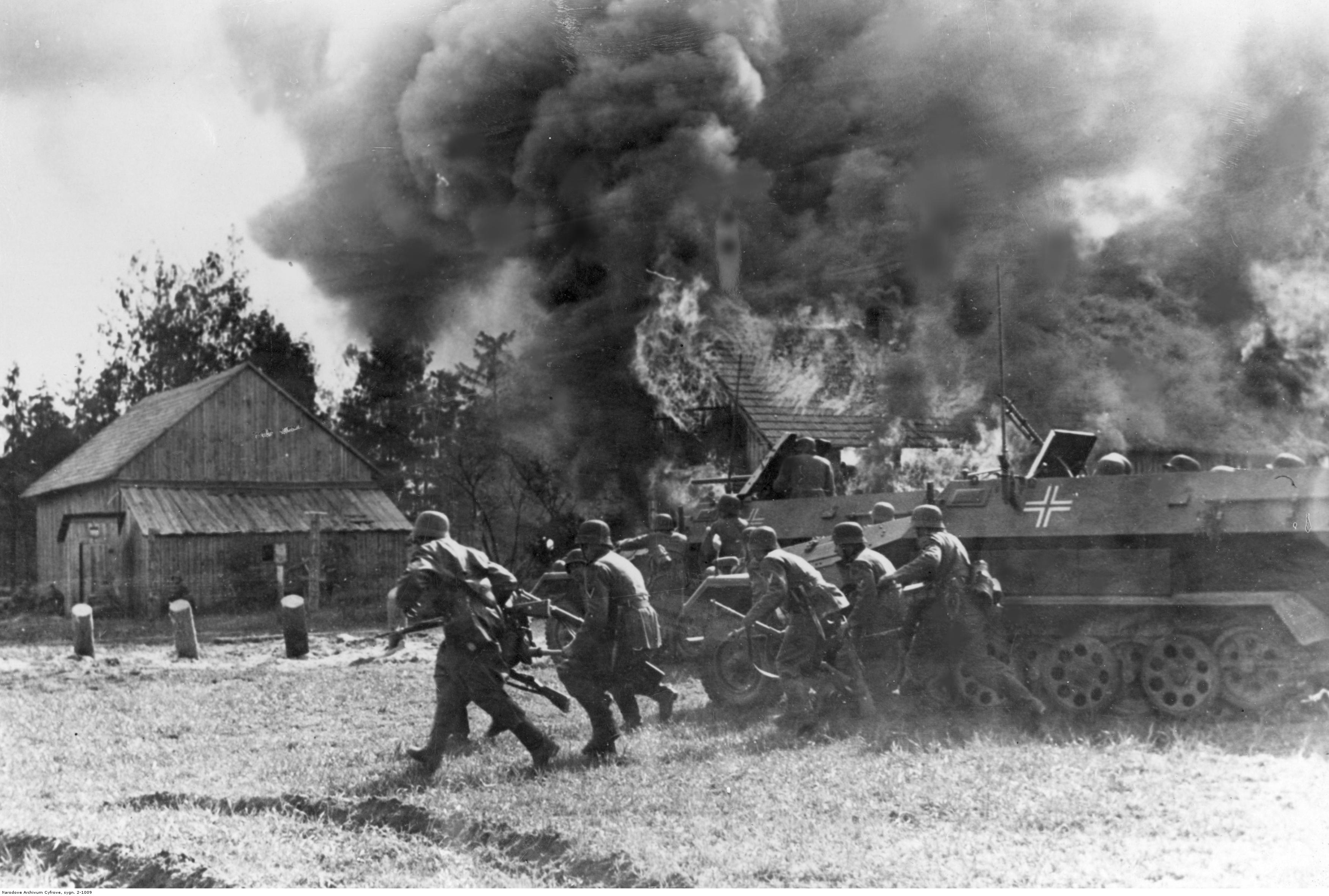
SdKfz 251/10 avec canon de 37 mm (au centre).

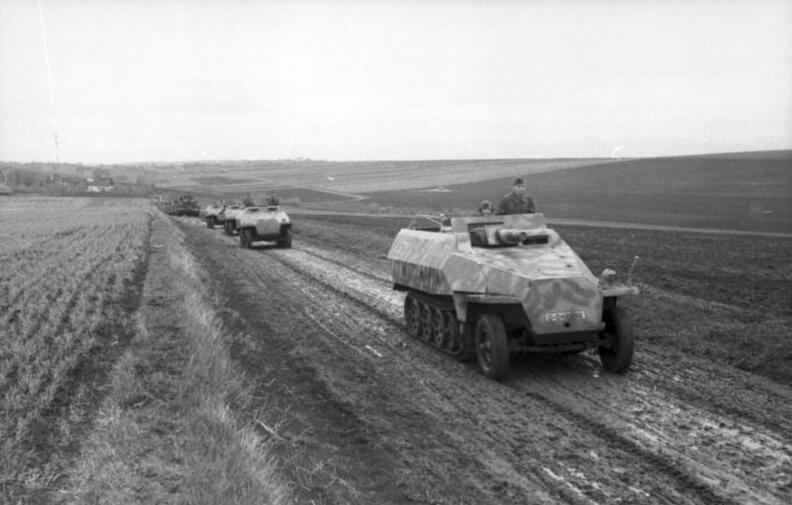
SdKfz 251/9 avec canon de 75 mm

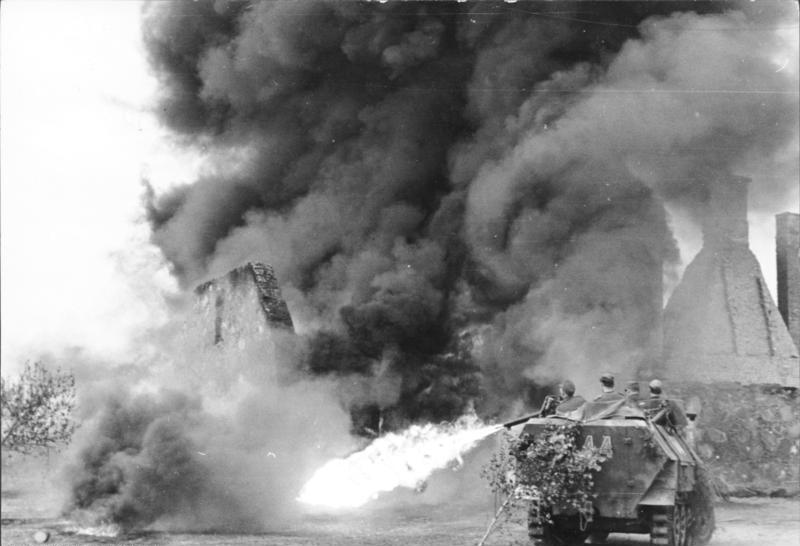
SdKfz 151/16 équipé de lance-flamme

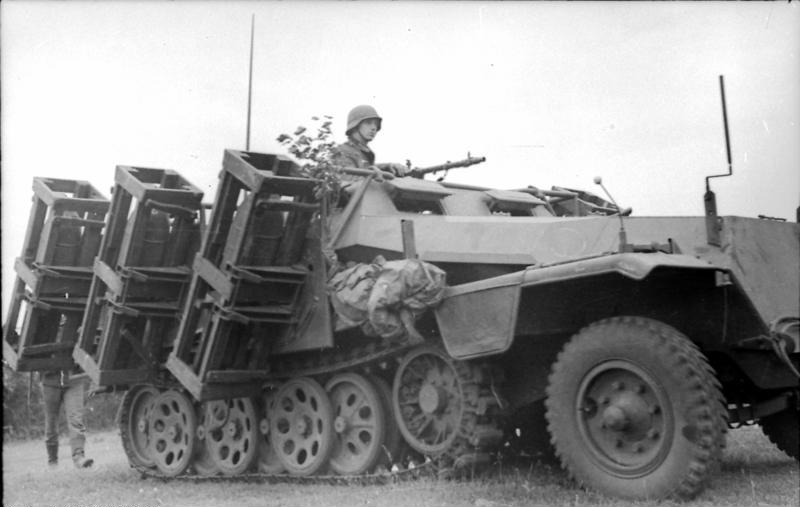
SdKfz 251 équipé de lance-roquettes

À noter la création à partir de la mi-1944 d'une douzaine de Panzer-Brigades composées pour la plupart d'entre elles d'un bataillon de chars et d'un bataillon mécanisé de Panzergrenadiers sur SPW (mais sans artillerie). Ces unités, créées principalement pour se substituer à des formations anéanties et boucher des trous dans le dispositif allemand, ne rencontrent pas le succès. La plupart sont absorbées dans des divisions de Panzers ou de Panzergrenadiers et elles ont disparu à la fin de l'année,.

### Les divisions de Panzergrenadiers

#### Création

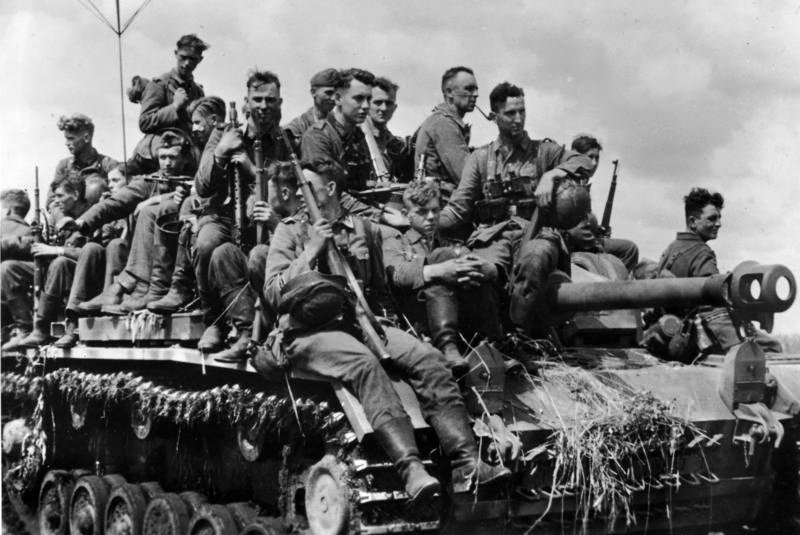
Panzergrenadiers sur le front de l'Est

Les divisions d'infanterie motorisée ne disposent pas de chars car elles ont été conçues pour opérer en appui des Panzerdivisions lors des percées. Cependant, le manque de chars est un handicap lorsqu'elles sont engagées séparément. Dès l'année 1942, plusieurs d'entre elles obtiennent - sans changement d'appellation - un bataillon doté d'une cinquantaine de chars Panzer II, III et IV. La Waffen-SS obtient également des chars pour les siennes à la fin de 1942 mais elle les rebaptise. Lorsque les trois premières d'entre elles, la Leibstandarte, la Das Reich et la Totenkopf - qui ont subi de lourdes pertes - sont retirées du front de l'Est pour être reconstituées, elles sont renommées Panzergrenadier-Divisionen (PzGrD en abrégé) et dotées d'un bataillon de chars (qui, dans ces trois unités, est remplacé presque immédiatement par un régiment à 2 bataillons) avant leur retour au front en février 1943. En tout, la SS crée une douzaine de divisions de Panzergrenadiers pendant la guerre. Sept d'entre-elles, qui comportent un régiment complet de chars au lieu d'un simple bataillon, sont en fait des Panzerdivisions et sont renommées comme telles en octobre 1943.
À partir de mai 1943, les divisions d'infanterie motorisée de l'armée de Terre sont également rebaptisées et deviennent elles aussi des Panzergrenadier-Divisionen. Celles qui n'en disposaient pas encore sont alors dotées d'un bataillon de chars.
Cependant, du fait d'un manque chronique de chars, dans la plupart d'entre elles, ce bataillon est remplacé par une détachement (Abteilung) appelé Panzer-Sturmgeschütz-Abteilung normalement équipé de 45 canons d'assaut de type Sturmgeschütz III ou IV.

#### Comparaison entre divisions de Panzers et de Panzergrenadiers
Les deux types de division sont comparables sur le plan des effectifs : en moyenne environ 13 000 à 14 000 soldats pour celles de l'armée - avec d'importantes différences d'une unité à l'autre et des effectifs généralement supérieurs pour les Panzerdivisions de la SS qui peuvent atteindre 20 000 hommes pour les plus importantes d'entre elles. Les divisions de Panzergrenadiers, avec moins de blindés et plus d'infanterie, sont mieux adaptées aux situations défensives, mais, comme indiqué ci-dessous, ces différences s'amenuisent au cours du conflit pour pratiquement disparaître en 1945.
La différence principale concerne en effet les pourcentages respectifs de blindés et d'infanterie : une Panzergrenadier-Division comprend un seul bataillon blindé (soit environ 50 chars ou canons d'assaut) et six bataillons d'infanterie répartis dans deux régiments de Grenadiers motorisés à trois bataillons chacun, tandis qu'une Panzerdivision comprend normalement deux bataillons de chars (un régiment soit environ 165 chars) et quatre bataillons d'infanterie (soit deux régiments de Panzergrenadiers mais cette fois à deux bataillons chacun).
Par ailleurs, on trouve en général d'avantage d'engins automoteurs (obusiers, canons de DCA ou de lutte anti-char etc.) dans les divisions Panzer que dans celles de Panzergrenadiers qui sont généralement équipées de systèmes tractés.
De même, les SPW (SdKfz 251) équipent surtout les régiments de Panzergrenadiers des divisions blindées. Dans les divisions de Panzergrenadiers, à de rares exceptions près les six bataillons sont tous portés sur camions,. Enfin, seules quelques rares divisions de Panzergrenadiers sont dotées de semi-chenillés SdKfz 250 dans leurs bataillons de reconnaissance ou du génie alors que ce blindé équipe régulièrement ces mêmes bataillons au sein des panzerdivisions.
| Comparaison entre Panzer-division et Panzergrenadier-division de l'armée de terre (Heer) - 1944                                                | Comparaison entre Panzer-division et Panzergrenadier-division de l'armée de terre (Heer) - 1944                    |
| --- | --- |
| Synthèse des règlements publiées le 1er août 1944 Les effectifs réels étaient souvent très inférieurs                                          | |
| Panzer-division 1944 | Panzergrenadier-division 1944                                                                                      |
| 1 Régiment blindé à 2 bataillons - 1 bataillon Panther - 1 bataillon Panzer IV (théoriquement 165 chars en pratique une soixantaine)           | 1 bataillon de canons d'assaut (45 Sturmgeschütz)                                                                  |
| 2 Régiments de Panzergrenadiers à 2 bataillons - 1 bataillon mécanisé (SPW) - 3 bataillons motorisés (camions) 12 canons automoteurs de 150 mm | 2 Régiments de Grenadiers motorisés à 3 bataillons - 6 bataillons motorisés (camions) 8 canons de 150 mm (tractés) |
| 1 Régiment d'artillerie 1 bataillon automoteur 2 bataillons tractés                                                                            | 1 Régiment d'artillerie 3 bataillons tractés                                                                       |
| 1 Bataillon de reconnaissance motos, side-cars et véhicules divers dont semi-chenillés SdKfz 250                                               | 1 Bataillon de reconnaissance motos, side-cars et véhicules divers                                                 |
| 1 Bataillon du génie motos, side-cars et véhicules divers dont semi-chenillés SdKfz 250 et 251                                                 | 1 Bataillon du génie motos, side-cars et véhicules divers                                                          |
| 1 Bataillon anti-char 3 compagnies sur Sturmgeschütz                                                                                           | 1 Bataillon anti-char 2 compagnies sur Sturmgeschütz 1 compagnie de canons tractés (75 mm)                         |
| 1 Bataillon de DCA | 1 Bataillon de DCA                                                                                                 |
| Unités de transmission, de logistique, Unité médicale, feldgendarmerie, poste                                                                  | |

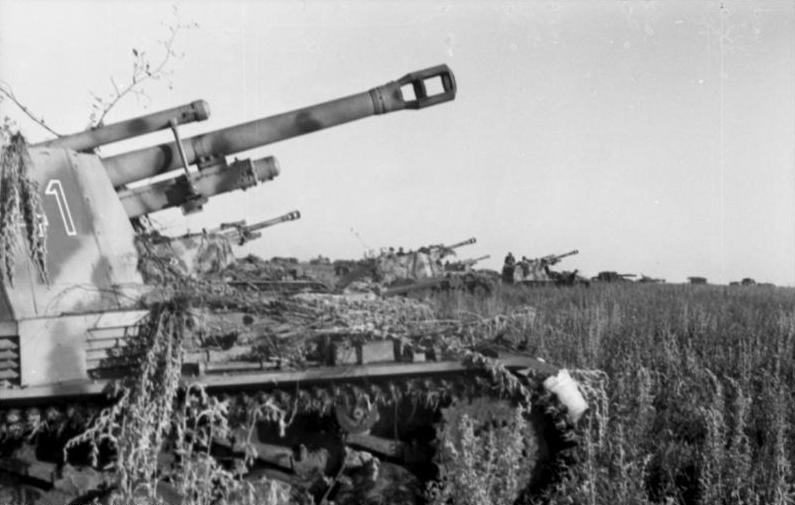
canon automoteur de 105 mm "Wespe" équipant les Panzerdivisions

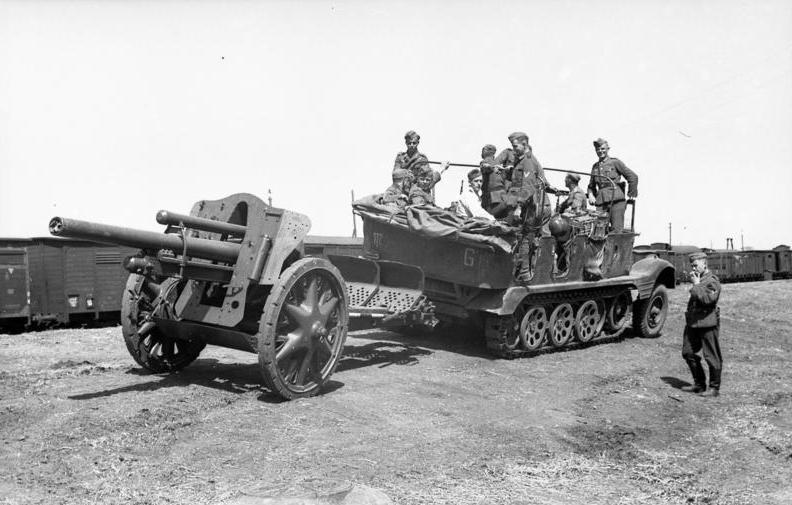
canon tracté de 105 mm

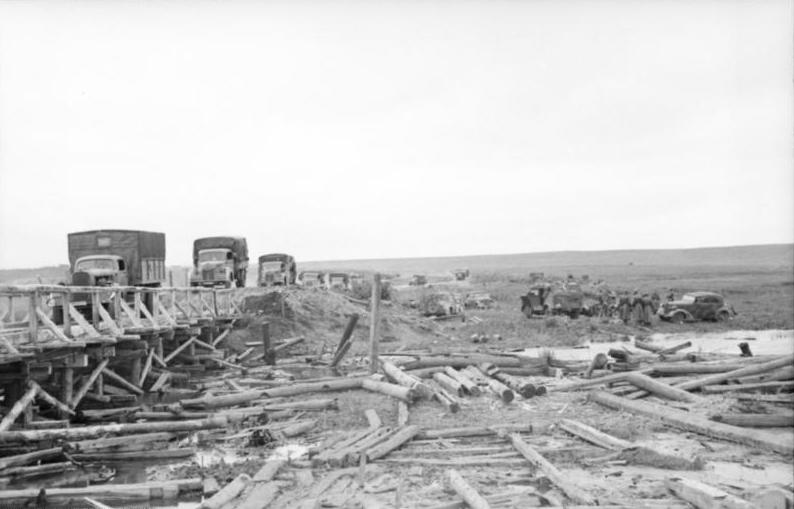
colonne de Panzergrenadiers en camions sur le Front de l'Est.

Le tableau ci-dessus compare les formats réglementaires - et donc théoriques - de ces divisions mais il existe de grandes variations entre unités de même type, et notamment pour celles qui ont été reconstituées après anéantissement.
En pratique, les effectifs réels sont souvent très inférieurs aux tableaux publiés car la Wehrmacht subit des pertes élevées et - plus encore que les armées alliées - elle peine à les compenser. En effet son industrie et son système de gestion des remplacements n'y parviennent plus, bien que les tableaux d'effectifs théoriques des unités soient modifiés à de nombreuses reprises. Elle a d'ailleurs fréquemment recours à des groupes de combat (Kampfgruppen) temporaires, d'une part par besoin de flexibilité (leur raison d'être) mais aussi pour reconstituer localement une capacité de combat à partir d'unités très affaiblies ou même anéanties.

#### La fin de la guerre: la Panzer-division 1945

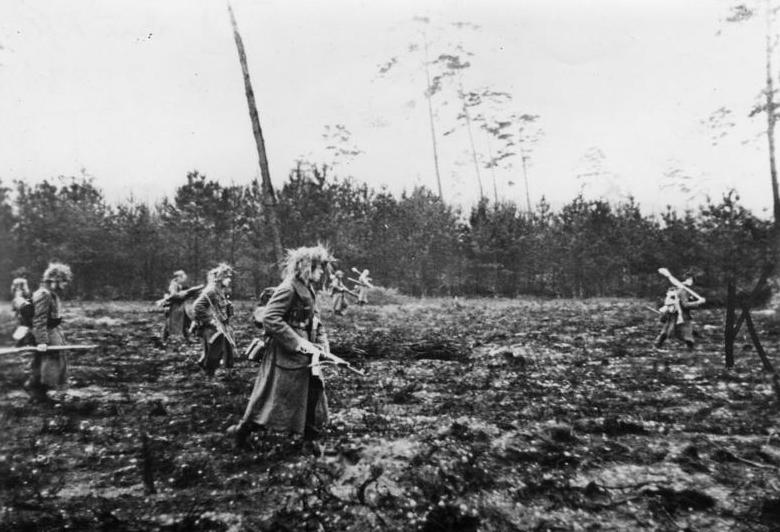
Des panzergrenadiers dans la région d’Aix-la-Chapelle en 1944.

En 1945, du fait des pertes élevées subies par l'Allemagne, la distinction entre Panzerdivision et Panzergrenadierdivision n'existe plus vraiment et un nouveau format commun est adopté officiellement pour les deux types d'unité le 25 mars. Forte seulement de 11 400 hommes, la Panzerdivision type 1945  n'aligne plus qu'une cinquantaine de blindés et une petite centaine de semi-chenillés SPW - au lieu de respectivement 165 et 288 dans la division type 1944. En effet, le régiment blindé à deux bataillons de chars est remplacé par un régiment mixte (gemischte) de format réduit avec un bataillon de chars et un bataillon de Panzergrenadiers sur semi-chenillés SPW (on retrouve le concept de Panzergruppe mais cette fois dans une structure permanente). La division comporte également un ou deux régiments de panzergrenadiers, théoriquement motorisés mais, en pratique, souvent dépourvus de moyens de transport (ou même parfois équipés de bicyclettes...) et un régiment d'artillerie, ainsi que les unités d'appui habituelles. Intervenu dans les derniers mois de la guerre, ce changement n'a été que très partiellement mis en œuvre.

#### Liste des divisions de Panzergrenadiers

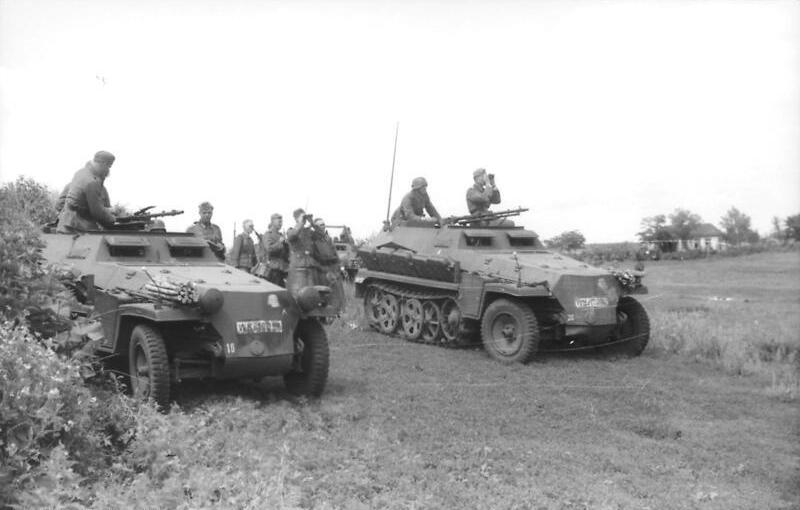
Sd kfz 250 de la Panzergrenadierdivision Großdeutschland en mission d'observation à Okhtyrka en Ukraine.

##### Dans l'armée de terre (Heer)
Sauf mention contraire, la plupart de ces divisions de Panzergrenadiers ont été formées à partir de mai 1943 par transformation des divisions motorisées correspondantes ou par reconstitution de divisions anéanties en Tunisie (15e et 90e) ou à Stalingrad (3e, 29e et 60e). Par la suite, certaines d'entre elles ont été anéanties et reconstituées (10e, 18e, 25e, Feldherrnhalle), parfois à plusieurs reprises.
On peut diviser ces unités en deux groupes :
1- Les anciennes divisions d'infanterie motorisée, dont certaines (3e, 16e, 29e, 60e et Großdeutschland) sont déjà dotées d'un bataillon de char dès 1942.
- 3. Panzergrenadier-Division,
- 10. Panzergrenadier-Division,
- 15. Panzergrenadier-Division,
- 16. Panzergrenadier-Division, devient la 116. Panzerdivision en mars-avril 1944[54]
- 18. Panzergrenadier-Division,
- 20. Panzergrenadier-Division,
- 25. Panzergrenadier-Division,
- 29. Panzergrenadier-Division,
- Panzergrenadier-Division Feldherrnhalle Initialement appelée 60. Panzergrenadier-Division. Comme la division Großdeutschland (voir ci-dessous), c'est une formation "porte-drapeau", mieux dotée que les autres. Anéantie en 1944, elle est recréée comme division Feldherrnhalle 1 au sein d'un corps blindé Feldherrnhalle constitué de deux divisions (voir également ci-dessous)[55].
- 90. Panzergrenadier-Division
- Panzergrenadier-Division Großdeutschland. Elle est formée en 1942 par l'accroissement d'effectif du régiment de même nom[56]. Dotée d'un bataillon puis d'un régiment de chars dès 1942, c'est l'unité d'élite de l'armée de terre. Malgré son appellation, elle possède plus de chars que la plupart des panzerdivisions. Constamment renforcée, elle est intégrée en 1944 au sein d'un corps blindé appelé lui aussi Großdeutschland[57].

2- Les divisions créées fin 1944/début 1945. Souvent identifiées comme des Panzerdivisions, elles ont en fait rarement atteint l'effectif d'une division complète et leur durée d'existence n'est que de quelques mois.
- Panzergrenadier-Division Brandenburg,
- Panzergrenadier-Division Kurmark,
- Panzergrenadier division Feldherrnhalle 1,
- Panzergrenadier division Feldherrnhalle 2, créée à partir des débris de la 13. Panzerdivision[58].
- Panzergrenadier-Division Führer-Begleit,
- Panzergrenadier-Division Führer Grenadier,

##### Dans laLuftwaffe
- Fallschirm Panzergrenadier Division 2 Hermann Göring. Elle est créée dans les derniers mois de la guerre pour renforcer la Panzer Division Hermann Göring (qui devient la Fallschirm Panzer Division 1 Hermann Göring) au sein d'un corps blindé qui porte le même nom[59].

##### Dans laWaffen-SS
Toutes les divisions SS ont été numérotées en octobre 1943. Avant cette date, elles n'étaient identifiées que par leur nom. Par exemple, la SS Panzergrenadier-division Polizei est devenue la 4. SS Panzergrenadier-Division Polizei.
Celles qui portent l'appellation de volontaire (Freiwilligen) étaient constituées majoritairement de soldats provenant de communautés germaniques (Volksdeutsche) mais qui n'étaient pas citoyens du Reich (c'est-à-dire allemands ou autrichiens).
Toutes ces unités - comme de nombreuses unités de la Wehrmacht d'ailleurs - ont commis des crimes de guerre (exécution de prisonniers, de partisans et de civils.). De plus, certaines d'entre elles ont participé à des exécutions massives de "partisans suspectés" ou de juifs à l'arrière des lignes. C'est notamment le cas de la 1re Brigade d'infanterie motorisée (1.SS-Infanterie-Brigade(mot)) qui a ensuite été intégrée dans la 18e division (Horst Wessel).
Elles forment deux groupes distincts :      
1- Sept divisions de Panzergrenadiers qui, bien que portant ce titre, étaient en fait des Panzerdivisions (avec deux bataillons de chars et des moyens supplémentaires) et ont été renommées comme telles en octobre 1943.
- SS-Panzergrenadier-Division Leibstandarte SS Adolf Hitler - devient la 1re SS-Panzer-Division Leibstandarte SS Adolf Hitler ;
- SS-Panzergrenadier-Division Das Reich - devient la 2e SS-Panzer-Division Das Reich
- SS-Panzergrenadier-Division Totenkopf - devient la 3e SS-Panzer-Division Totenkopf
- SS-Panzergrenadier-Division Wiking - devient la 5e SS-Panzer-Division Wiking
- SS-Panzergrenadier-Division Hohenstaufen - devient la 9e SS-Panzer-Division Hohenstaufen
- SS-Panzergrenadier-Division Frundsberg - devient la 10e SS-Panzer-Division Frundsberg
- SS-Panzergrenadier-Division Hitler Jugend - devient la 12e SS-Panzer-Division Hitler Jugend

2- Six (en fait seulement cinq) divisions de Panzergrenadiers qui ont conservé cette appellation jusqu'à la fin de la guerre.
- 4e SS-Polizei-Panzergrenadier-Division.
- 11e SS-Freiwilligen-Panzergrenadier-Division « Nordland »
- 16e SS Panzergrenadier-Division Reichsführer SS.
- 17e SS Panzergrenadier-Division Götz von Berlichingen.
- 18e SS-Freiwilligen-Panzergrenadier-Division "Horst Wessel"
- 23e SS-Freiwilligen-Panzergrenadier-Division. Elle n'a jamais dépassé la taille d'une brigade et, bien que rebaptisée Panzergrenadier-Division en février 1945, elle n'a jamais été équipée comme telle[62].

## De l'après-guerre auXXIesiècle
Les différents concepts de char (char moyen, char lourd, char de rupture, char d'infanterie ou de cavalerie etc.) fusionnent après la guerre sous l'appellation de Char de bataille principal (Main Battle Tank). L'infanterie mécanisée suit une progression parallèle en se dotant de véhicules sophistiqués - mieux armés mais plus coûteux - qui lui permettent de suivre les chars et de combattre avec eux : ce sont les véhicules de combat d'infanterie (VCI).
Durant l'après-guerre et la guerre froide, L'Allemagne, l'Autriche et la Suisse dotent leurs armées d'unités de Panzergrenadiers.

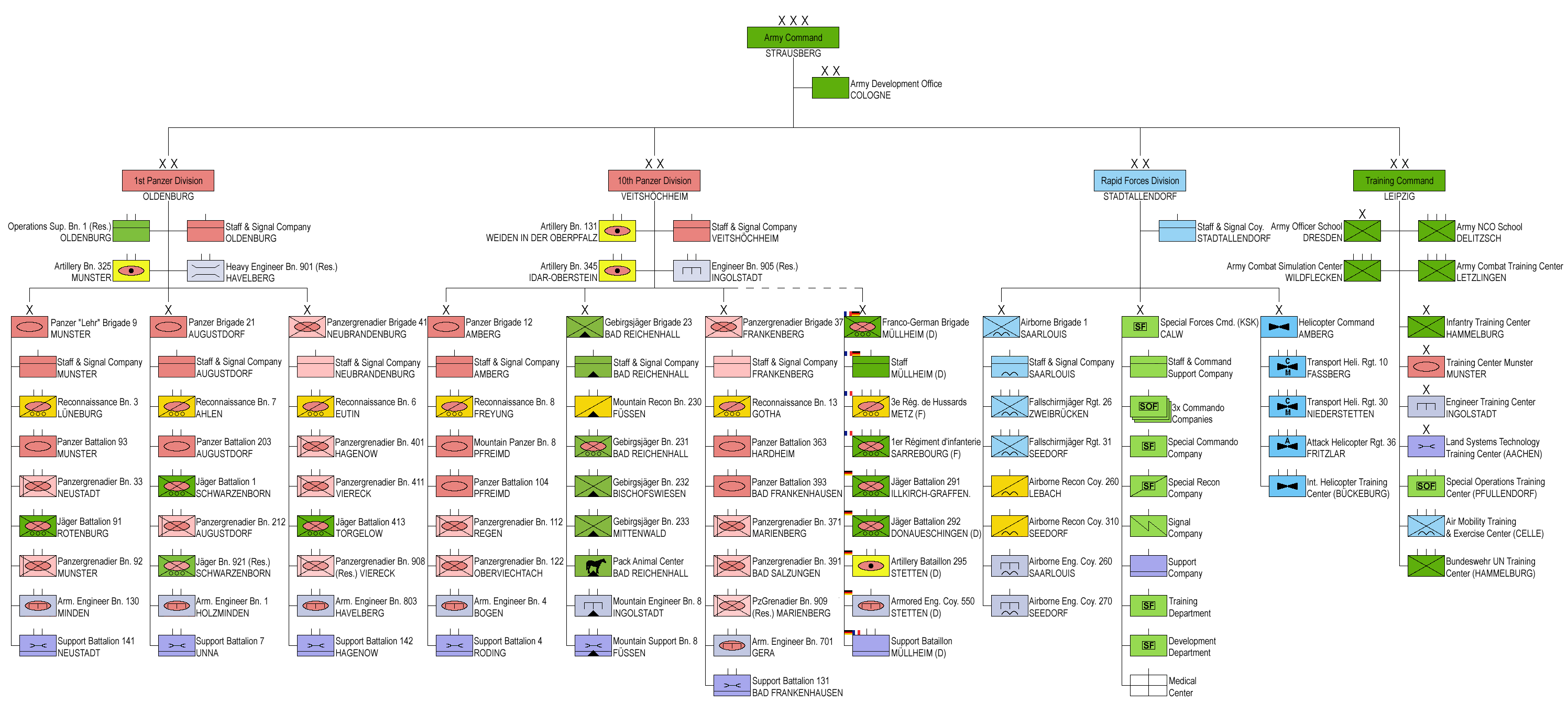
Structure de la « Heer », l'armée allemande en 2020.

### Allemagne (Heer (Bundeswehr))
Budget de la défense 2019

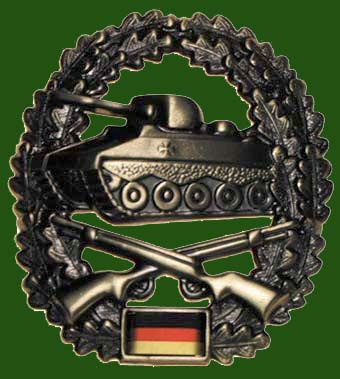
Insigne de béret Panzergrenadier. Troupe de la Bundeswehr. Fond: couleur du béret.

d'uniforme des troupes d'élite mécanisée.

En 2019, (Wehrbeauftragter des deutschen Bundestages) le budget de la défense avoisine les 43,2 milliards d'euros. La part du budget de la défense dans le budget fédéral en 2019 est de 12,1%. Des mesures d'investissement sont prévues pour environ 9,9 milliards d'euros,,.

#### Organigramme 2020
Selon leur taille et le rôle, les brigades peuvent être commandées soit par un Brigadegeneral ou un colonel. Contrairement à d'autres armées européennes, telles celles des Pays-Bas voisins ou de la France, les régiments n'ont pas une forme commune d'organisation et sont donc rares dans l'Armée allemande. Les bataillons sont directement subordonnés aux brigades ou divisions de troupes divisionnaires.
- -  13. Panzergrenadierdivision (de) à Leipzig
  -  Panzergrenadierbrigade 37 (de)  « État libre de Sax » à Frankenberg
  -  Panzergrenadierbrigade 41 (de) « Poméranie occidentale » à Neubrandenbourg

À la suite de la réorganisation de la Heer à partir de 2002, le nombre de bataillons de Panzergrenadiers a été réduit. Une brigade blindée de la Eingreifkräfte (forces d'intervention) comprendra un bataillon de Panzergrenadier, tandis que les Brigades mécanisées de la Stabilisierungskräfte (forces de stabilisation) comprennent deux bataillons de Panzergrenadiers.
Un bataillon de Panzergrenadiers type est constituée d'un état-major, de trois compagnies de combat, et d'une compagnie d'entraînement.
À partir de la réorganisation de 2002, l'armée allemande a huit bataillons actifs de Panzergrenadiers en service :
- Bataillons de Eingreifkräfte (forces d'intervention):
  -  Panzergrenadierbataillon 33, (Neustadt am Rübenberge), Panzerlehrbrigade 9 (de)[67]
  -  Panzergrenadierbataillon 212 (de), (Augustdorf), Panzerbrigade 21 (de)

- Bataillons de Stabilisierungskräfte (forces de stabilisation) :
  -  Panzergrenadierbataillon 112, (Regen), Panzerbrigade 12 (de)
  -   Panzergrenadierbataillon 122, (Oberviechtach), Panzerbrigade 12[68]
  -  Panzergrenadierbataillon 391, (Bad Salzungen), Panzergrenadierbrigade 37
  -  Panzergrenadierbataillon 371, (Marienberg), Panzergrenadierbrigade 37
  -  Panzergrenadierbataillon 401, (Hagenow), Panzergrenadierbrigade 41
  -  Panzergrenadierbataillon 411, (Viereck), Panzergrenadierbrigade 41
- De plus, en 2008, deux bataillons de Panzergrenadier inactifs seront reformés:
  -  Panzergrenadierbataillon 908, (Viereck), Panzergrenadierbrigade 41, avec comme unité de logistique et de maintenance : Panzergrenadierbataillon 411
  - Panzergrenadierbataillon 909, (Marienberg), Panzergrenadierbrigade 37, avec comme unité de logistique et de maintenance : Panzergrenadierbataillon 371

Matériels
- Le Boxer[A 42], véhicule blindé de combat d'infanterie[A 43] à 8 roues motrices. Équipage : 3 + 8 passagers.
- Le Schützenpanzer (SPz) Marder, véhicule de combat d'infanterie chenillé. Équipage : 3 (pilote, tireur et chef d'engin) + 7 soldats (6 sur le modèle A2).
- Le Puma est un véhicule de combat d'infanterie chenillé. Équipage : 3 + 6 fantassins.

Véhicules de combat
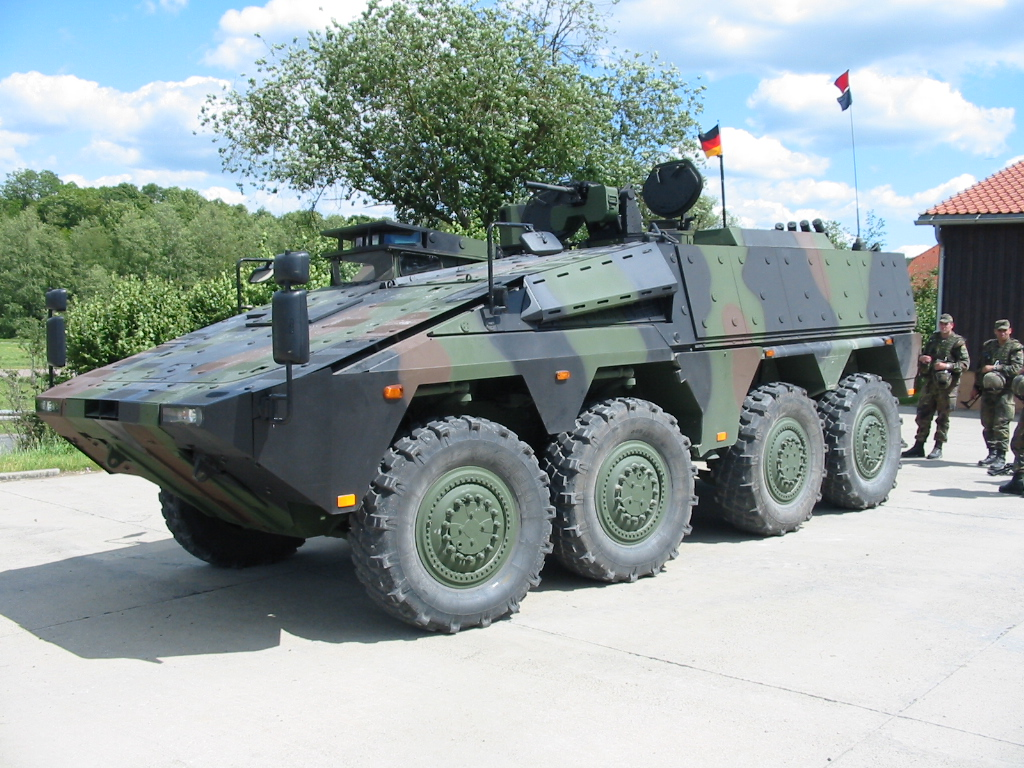
GTK Boxer (véhicule)[69].
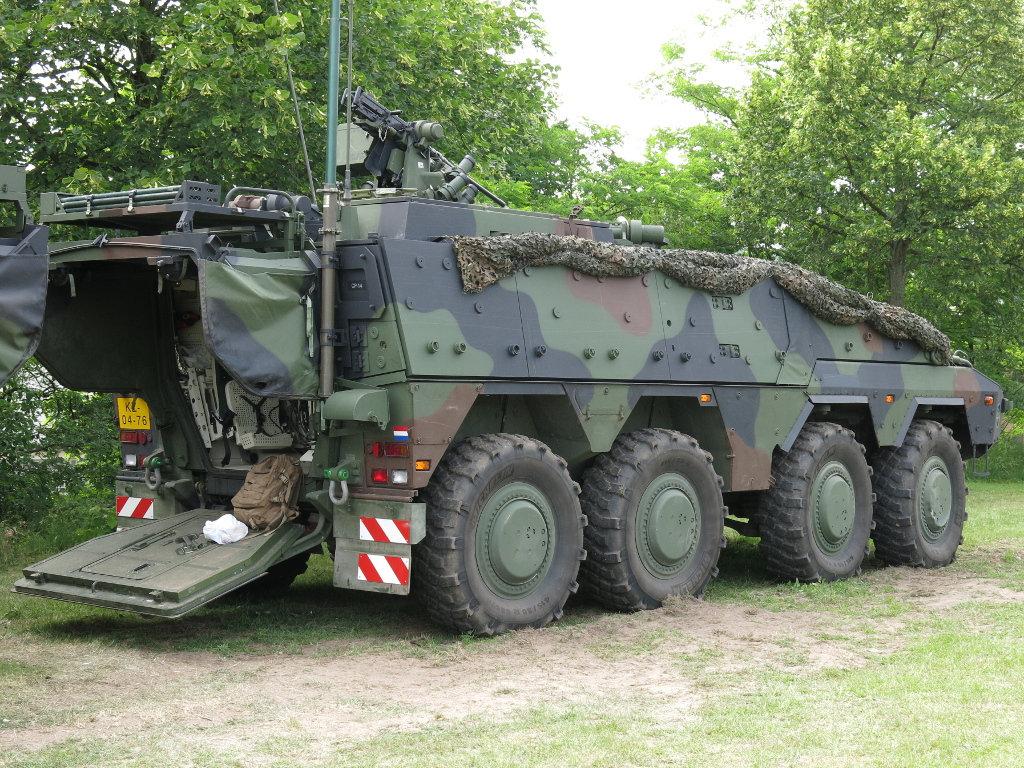
Boxer Commando Post.
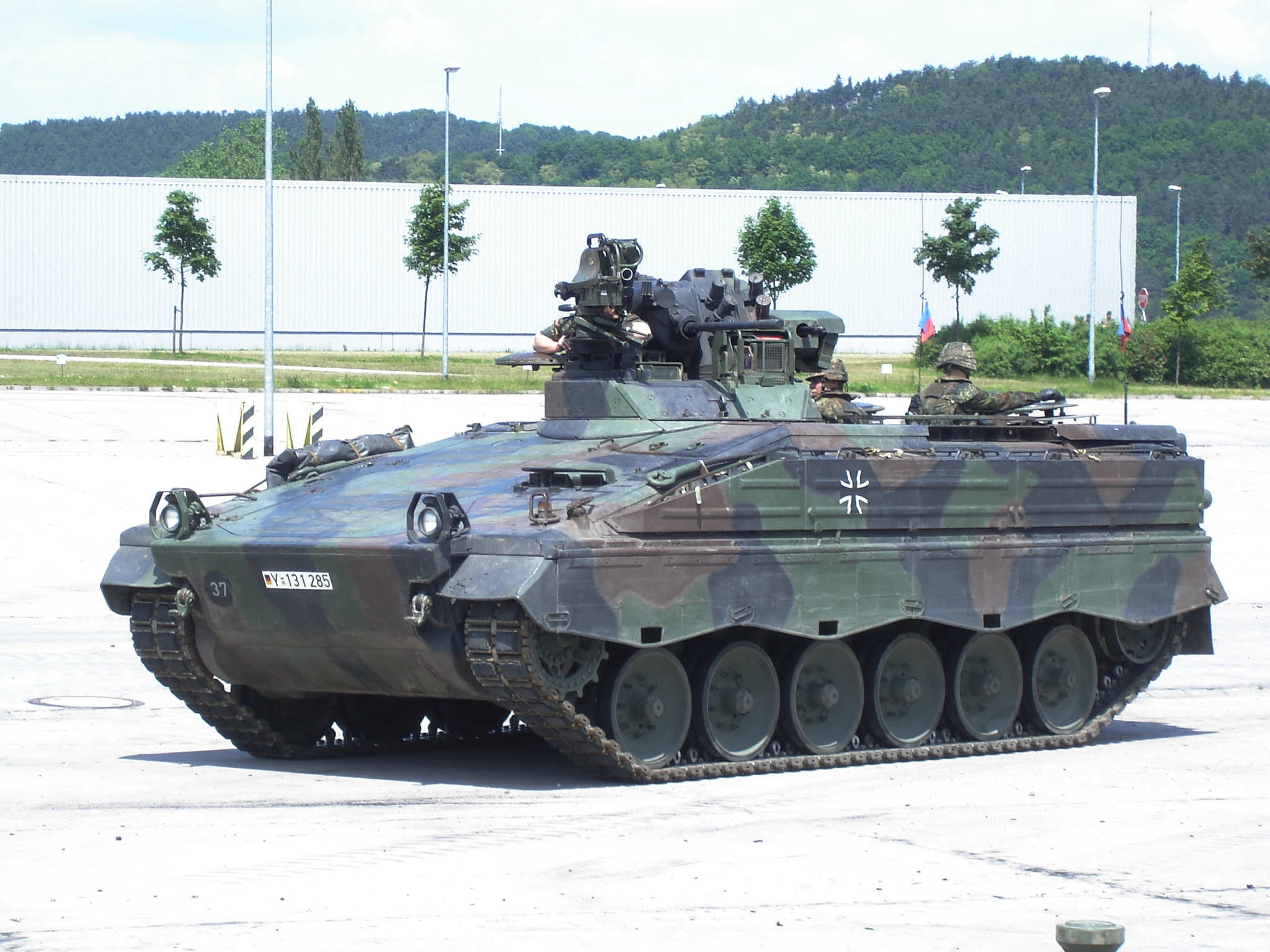
Un Marder 1A3 du 391e bataillon d'infanterie mécanisée[70].
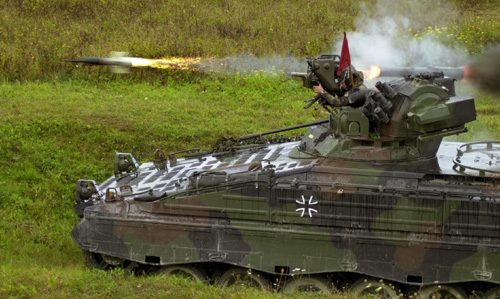
Véhicule de combat d'infanterie Marder 1A3 tirant un missile Milan en 2004. Remplacé par le Puma en 2015.
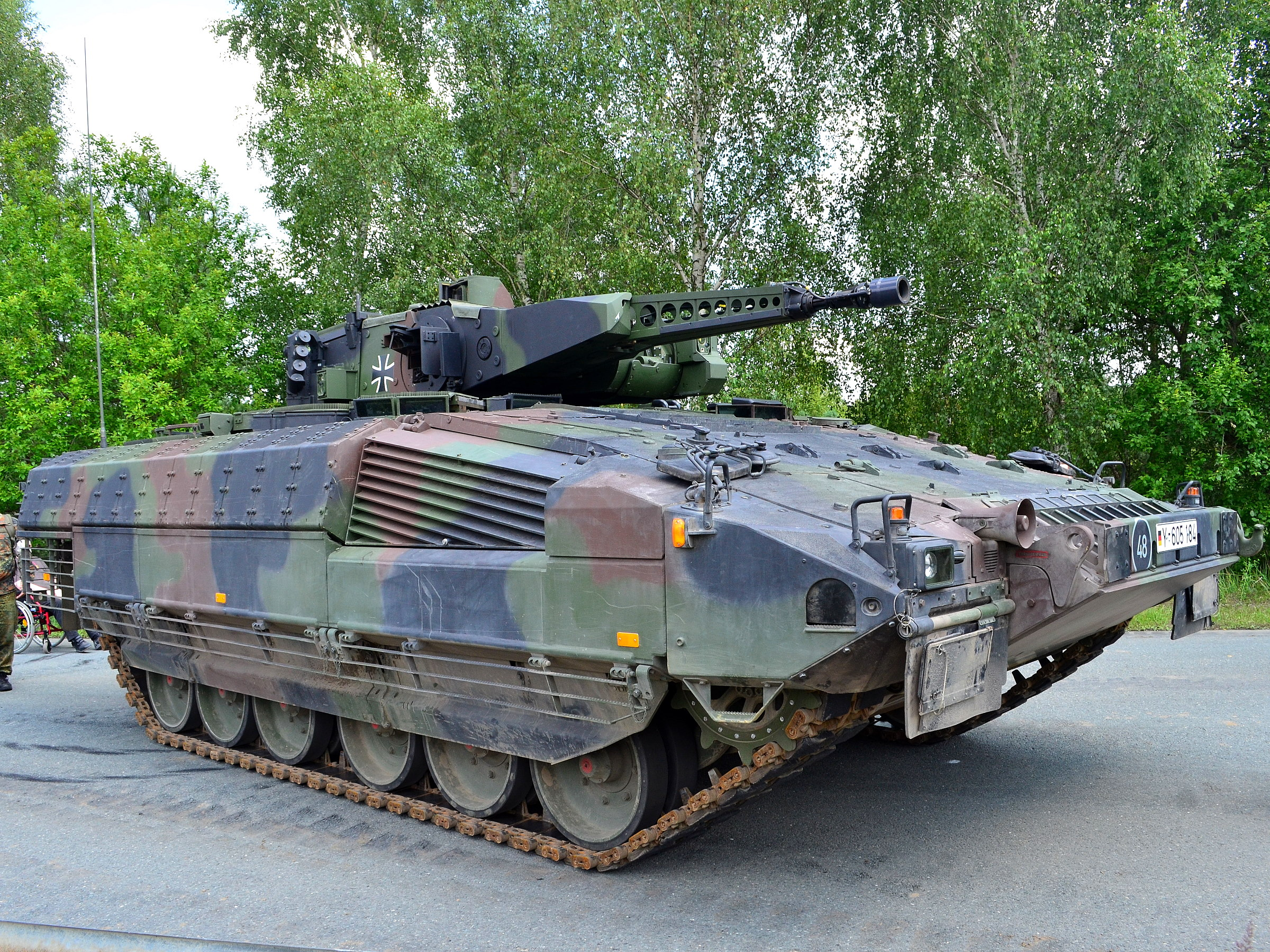
Puma (blindé) de la Bundeswehr (2015)[71].
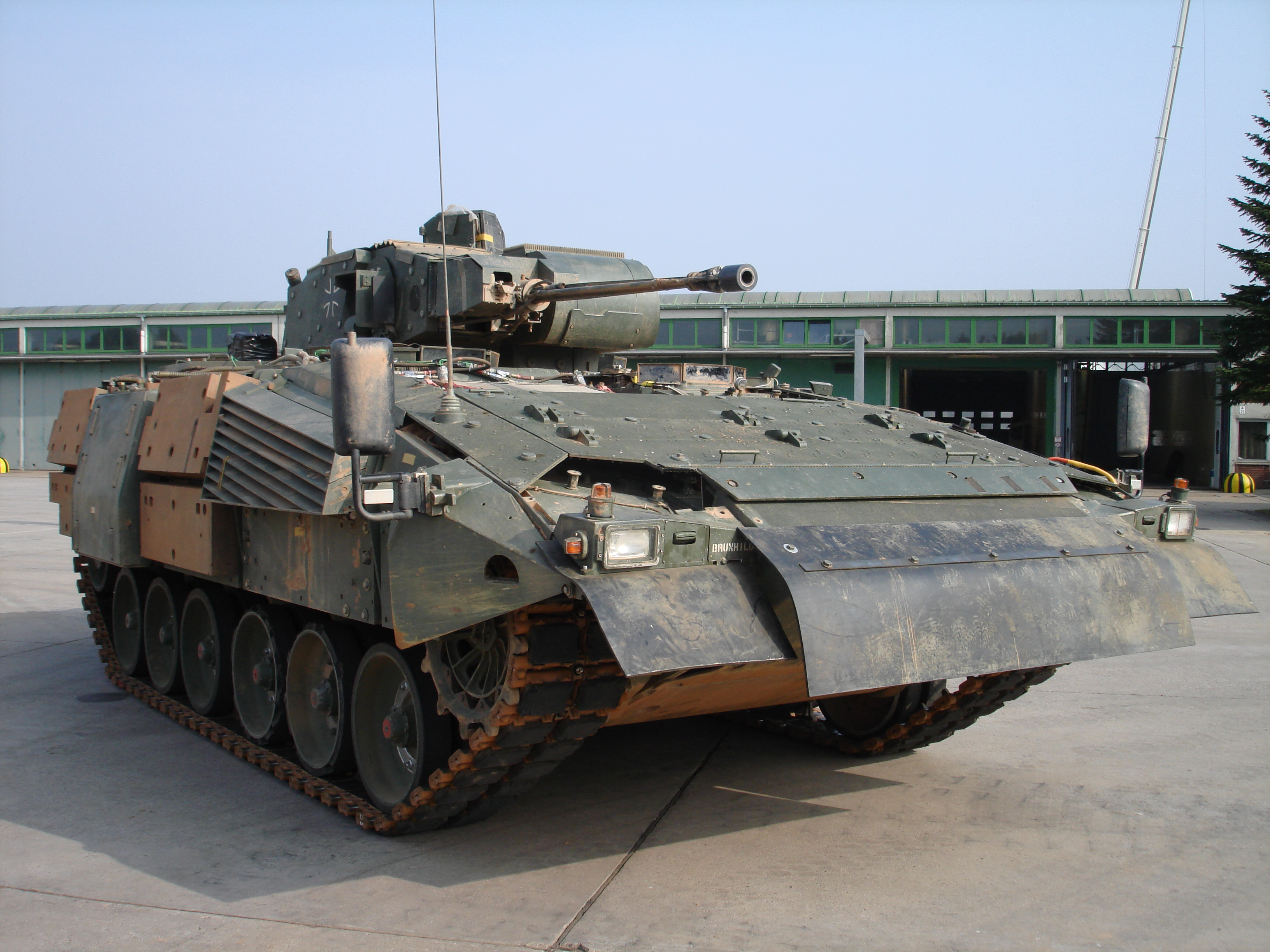
Véhicule de combat d'infanterie Puma. Démonstrateur de mobilité (VS2) avec simulateurs de poids (2009).

### Autriche

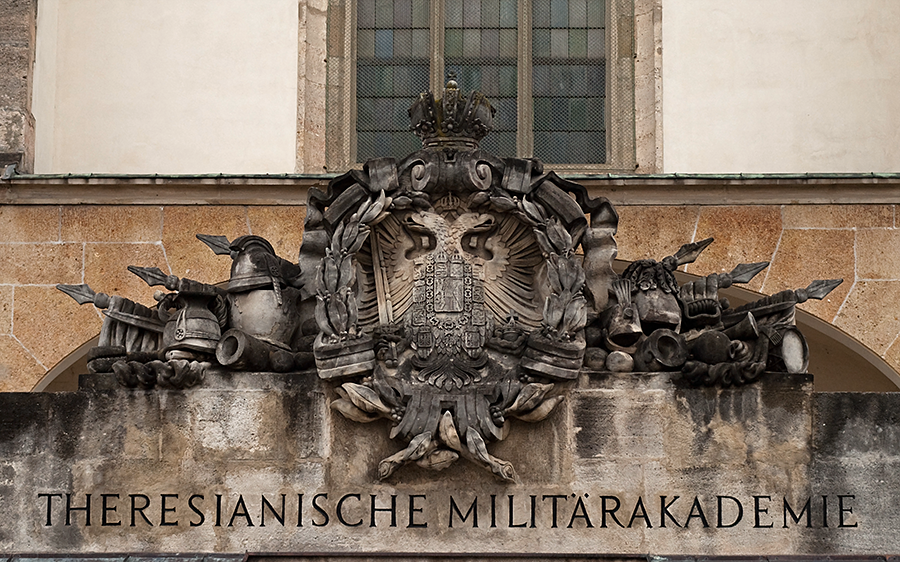
Le blason au-dessus de l'entrée de l'Académie militaire thérésienne à Wiener Neustadt, en Autriche.

La Bundesheer (Österreichisches Bundesheer) comporte deux bataillons de Panzergrenadiers.
La 4e brigade de panzergrenadiers forme la brigade lourde de l'armée fédérale. Dans la fédération, les forces mécanisées de l'armée fédérale sont résumées. L'association de la brigade est destinée aux opérations robustes locales et à l'étranger et est cruciale pour la préservation de la capacité dans la défense militaire conventionnelle.
Le brigadier Siegward Schier (de), nouveau commandant de la 4e brigade Panzer Grenadier, le 22 janvier 2019, la cérémonie de passation du commandement du colonel de l'état-major général Stefan Fuchs au brigadier-capitaine Siegward Schier a eu lieu à la base aérienne de Vogler à Hörsching, près du District de Linz-Land.
4e Brigade Panzer Grenadier
- Panzer Grenadier Bataillon 13[75]
- Panzer Grenadier Bataillon 35[76]

### Suisse

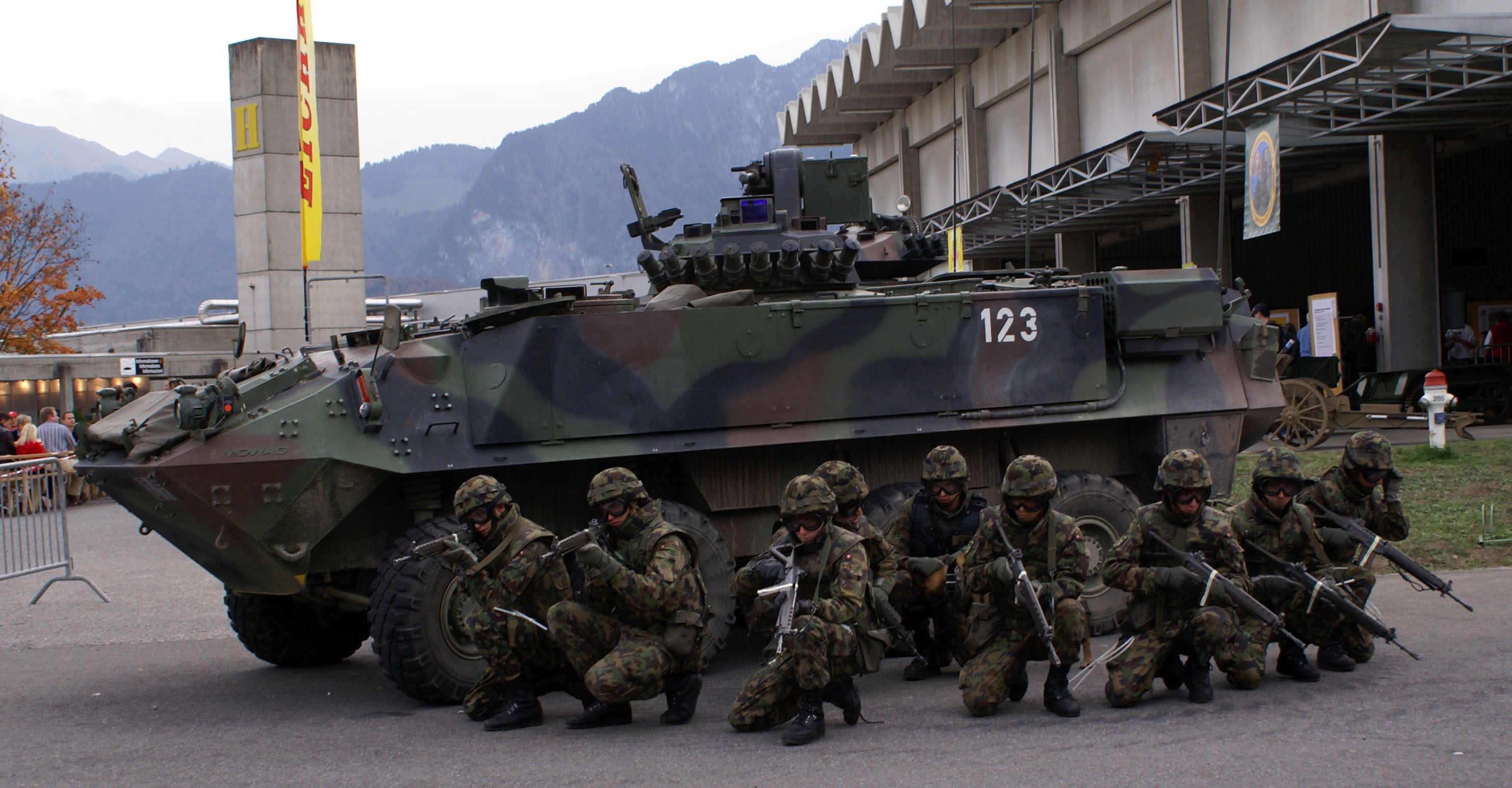
Grenadiers de l'armée suisse devant un Mowag Piranha.

Les grenadiers de chars sont des unités militaires d'infanterie blindée mécanisée incorporées dans des troupes blindées ; ce corps est l'infanterie des troupes blindées de l'armée suisse. Leur formation comprend une instruction adaptée à leur fonction au sein des troupes blindées en plus de leur formation d'infanterie.
Les missions qui leur sont attribuées comprennent  la défense des blindés, le nettoyage de poches de résistance, la fixation ou cassure d'un front, l'infiltration/exfiltration et les combats urbains. Un accent particulier lors de l'entraînement est mis sur la lutte antichar, le combat urbain et le combat à mains nues et avec armes tranchantes.
Brigade mécanisée 1 (2022) / ex-brigade Panzer 11)
Le Brigadier Serge Pignat,. Est responsable de l’état de préparation de base de ses états-majors et de ses forces et relève du commandant des forces terrestres. Le commandant de la brigade mécanisée 1 est chargé de former sa brigade à la planification et à la réalisation d’opérations de défense contre les attaques militaires et aux opérations de soutien aux affaires civiles en Suisse.
Brigade mécanisée 4 (2022)
Le Brigadier A. Kohli. Commandant de la brigade mécanisée 4, est une formation qui se compose essentiellement de militaires germanophones.
Brigade mécanisée 11 (de) (2022)
Le Brigadier Gregor Metzler, est le commandant de la brigade mécanisée 11. L'unité mécanisée comprend environ 6 000 soldats, sous-officiers et officiers.
Avec les chars de combat Leopard 2, les grenadiers de chars sont les troupes d'assaut des troupes blindée de l'armée suisse. Il s'agit de formations de choc et d'attaque ayant pour but de percer le front ennemi.

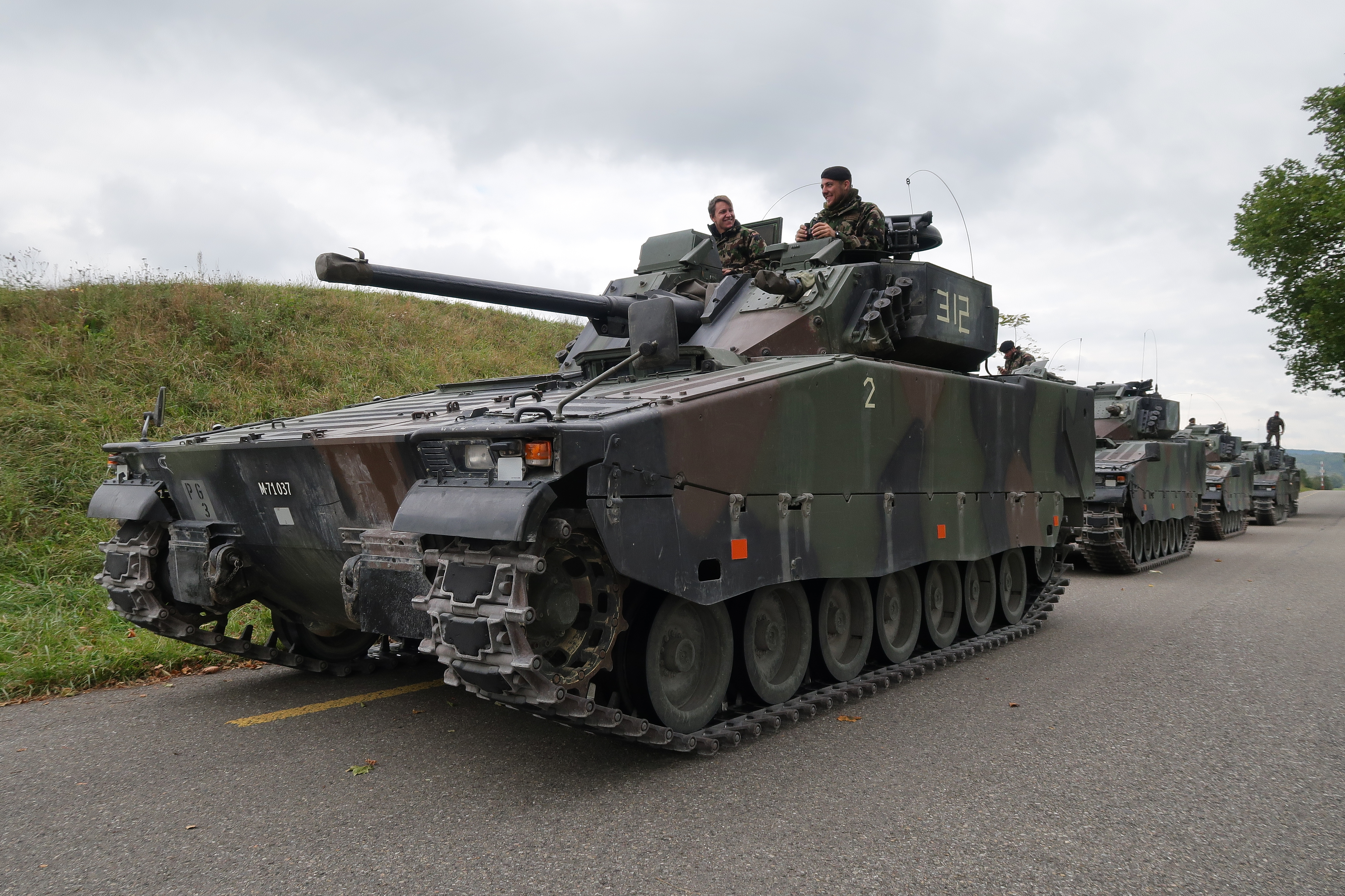
Chars de grenadier 2000 du janvier 2018.

Ils opèrent en tête des formations mécanisées aussi bien sur un terrain découvert qu'en milieu urbain afin de faciliter le passage des troupes blindées. Équipés de lance-roquettes Panzerfaust 3, les grenadiers de chars peuvent détruire les unités blindées ennemies. Les autres armes sont le SIG-550, le lance-grenades additionnel (LGA), les TIFLU (tireur au fusil d'assaut à lunette) et les LMG 05 (FN Minimi). Comme l'indique leur nom, les grenadiers de chars se déplacent en véhicule de combat d'infanterie. Il s'agit, depuis les années 2000, du Combat Vehicle 90 (CV9030), appelé localement char gren 2000 ou Spz 2000, qui donne une bonne mobilité tactique en zone confinée et permet un déploiement rapide des grenadiers directement à l'emplacement de la mission.
La version grenadier de ce véhicule transporte 11 hommes (1 conducteur, 1 pointeur-tireur, 1 commandant de char et 8 grenadiers embarqués). Les trois premières fonctions sont accomplies par des militaires formés au maniement du Char gren 2000, les "équipages" ou "besatze", tandis que les 8 militaires débarqués sont des unités d'infanterie, les "combats" ou encore "débarqués". Cette séparation dans les fonctions s'effectuent déjà lors du 4recrutement et les deux unités ne travaillent ensemble qu'à partir de la fin de leur école de recrue et essentiellement durant les cours de répétition.